# Prietenii pompierilor

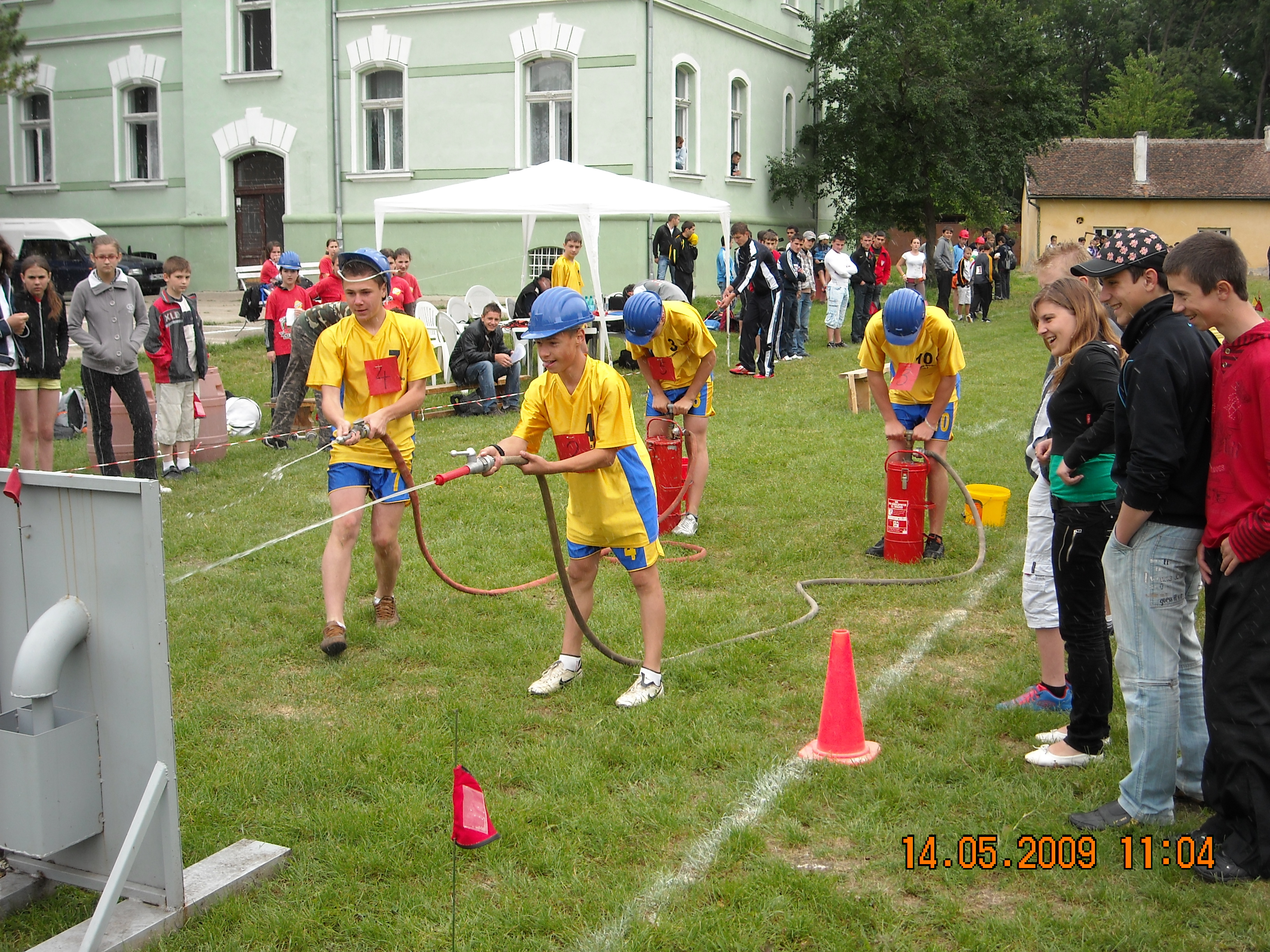
Concurs cercuri de elevi „Prietenii pompierilor” Timișoara, etapa județeană 2009

Prietenii Pompierilor este o activitate a tinerilor organizată în principal de departamentele de pompieri în colaborare cu unitățile de învățământ.
În România activitatea este organizată de Ministerul Educației și Ministerul Afacerilor Interne prin Inspectoratul General pentru Situații de Urgență, iar la nivel de județ prin inspectoratele școlare județene și inspectoratele județene pentru situații de urgență(ISU) conform protocolului de colaborare. Prin aceasta copiilor li se dezvoltă capacităților de înțelegere și de apreciere a pericolelor generate de situații de urgență pentru viață și mediu, precum și ce are de făcut în astfel de situații. Activitatea pompierilor este menită să se promoveze în rândul școlilor sau sub diferite forme (cercuri, concursuri, prezentare de materiale, campanii de informare, demonstrații practice, etc.), pentru atragerea elevilor(tineretului) care pot devenii viitoarea generație de pompieri. În funcție de stat, aceasta are nume și forme organizaționale diferite.

## Obiective
Concursurile au un caracter educativ, tehnico-aplicativ și sportiv în domeniul apărării împotriva incendiilor și se organizează având ca obiective:
- dezvoltarea capacităților de înțelegere și de apreciere a pericolelor generate de situațiile de urgență pentru viață și mediu, precum și promovarea atitudinilor și a comportamentelor corespunzătoare în rândul elevilor;
- formarea și dezvoltarea la elevi a unor trăsături moral-volitive, cum sunt: inițiativa, spiritul de echipă, curajul, disciplina și spiritul de fair-play;
- atragerea unui număr mare de elevi la desfășurarea activităților cercurilor tehnico-aplicative de elevi „Prietenii pompierilor”.

Instituțiile de învățământ constituie cercuri de elevi în domeniul situațiilor de urgenta în cadrul cărora se organizeze și vor desfășoare concursul cu tematica de prevenire și stingere a incendiilor „Prietenii pompierilor", în baza regulamentelor de organizare.
Anual se organizează și desfășoară concursurile cu tematica de protecție civila „Cu viața mea apar viața", respectiv de prevenire și stingere a incendiilor „Prietenii pompierilor", în baza regulamentelor de organizare și desfășurare, elaborate, în parteneriat, de Ministerul Educației Naționale și Ministerul Afacerilor Interne.
Palatele copiilor pot înființa cercuri in cadrul cărora se desfășoară activități instructiv educative și tehnico-aplicative specifice domeniului  situațiilor de urgenta.

## Pregătire
România
Pregătirea elevilor se organizează și se desfășoară conform prevederilor Protocolului privind pregătirea în domeniul situațiilor de urgență a copiilor, elevilor și studenților din învățământul național preuniversitar și superior.
Forme de pregătire:
- În procesul instructiv educativ, în orele de dirigenție, educație civică, de consiliere și în cadrul disciplinelor predate, funcție de specificul acestora;
- Activități extrașcolare conform programei;
- Pregătire teoretică și un antrenament semestrial(antrenament de avertizare, alarmare, evacuare în caz de incendiu, adăpostire, prim-ajutor etc.);
- Concursuri școlare cu tematică de specialitate: „Prietenii pompierilor” și „Cu viața mea apăr viața”;
- Organizarea de activități comune (simpozioane, seminarii, exerciții, vizite la serviciul voluntar pentru situații de urgență(SVSU) sau la sediu unității de pompieri militari, etc.) cu ocazia sărbătoririi unor evenimente importante: Ziua Protecției Civile, Ziua Pompierilor,  Ziua Internațională pentru Reducerea Riscului la Dezastre, Ziua Informării Preventive;
- Organizarea de activități pe timpul vacanțelor școlare, în taberele școlare din județul și pe timpul activităților extra-curriculare “Săptămâna altfel”[2][1].

### Germania
"Prietenii pompierilor" sunt "Pompierii de tineret" se întâlnesc pentru pregătire de obicei săptămânal pentru antrenament, pregătire fizică. Instruirea include activități de bază cum sunt desfășurate de serviciul la pompieri, precum și instruire pentru îmbunătățire de abilitățíle practice de intervenție și sportive,  precum și de îmbunătățire a cunoștințelor generale ale acestora. Tinerii pompieri sunt instruiți de pompieri cu experiență. Cei mai mulți dintre ei sunt foarte buni și sunt în rândurile de frunte. Activități în afara unităților de pompieri sunt întreprinse printre pompierii de tineret. De exemplu, se merge în campinguri, vizite la cinematografe și activități sportive  precum fotbalul. Aceste activități ajută la promovarea sentimentului de camaraderie în cadrul pompierilor de tineret.

## Concursuri elevi
Desfășurare concursuri
Concursurile cercurilor tehnico-aplicative de elevi „Prietenii pompierilor” în România se organizează, pe etape, de către Ministerul Educației Naționale și inspectoratele școlare județene, Ministerul Afacerilor Interne, prin Inspectoratul General pentru Situații de Urgență, inspectoratelor pentru situații de urgență județene și municipiul București, precum și al autorităților administrației publice locale.
La concursurile internaționale ale pompierilor, organizate de Asociația Internațională a Serviciilor de Incendiu și Salvare (CTIF), participă echipajele de băieți/mixte și de fete câștigătoare ale etapei naționale din anul premergător ediției internaționale, precum și profesorii instructori ce asigură directa coordonare a activității acestora.
Pregătirea echipajelor în vederea participării la concursurile internaționale se realizează, anterior plecării, în tabere de antrenament organizate de Ministerul Educației Naționale, pe perioada vacanțelor de primăvară și de vară.
Pregătirea echipajelor se realizează cu sprijinul Inspectoratului General pentru Situații de Urgență.
Organizarea concursurilor
Fiecare cerc tehnico-aplicativ de elevi „Prietenii pompierilor” participă la concurs cu un echipaj format din: un comandant, 8 concurenți și o rezervă.
Echipajele pot fi constituite exclusiv din băieți, exclusiv din fete sau mixte. Echipajele mixte concurează împreună cu echipajele de băieți.
Vârsta minimă a elevilor este de 11 ani, iar cea maximă este de 15 ani, împliniți în anul calendaristic în care se desfășoară concursul.
Constituirea echipajului se face prin selecționarea elevilor care sunt membri ai aceluiași cerc.
Probe concurs
- teoretică
- pista cu obstacole;
- ștafeta de 400 m cu obstacole.

Etape concurs
Etapele concursului sunt:
- etapa județeană/pe municipiul București;
- etapa zonală;
- etapa națională[3].

Competiții Internaționale Pompieri
Competițiile internaționale ale pompierilor(Olimpiada Pompierilor) sunt organizate la fiecare doi ani conform calendarului CTIF.
Lotul României prin I.G.S.U. cu sprijinul după caz a autorităților locale județene și naționale a participat la Olimpiada cu 1-2 loturi (un echipaj de fete și băieți) după caz „Prietenii Pompierilor” organizate în următoarele țări astfel:
- 2001, Kuopio - Finlanda
- 2003 Kapfenberg - Austria, două echipaje unul de fete și unul de băieți de la Școala cu clasele I-VIII nr.7 din municipiul Satu Mare, echipajul de fete a obținut locul 5 iar cei de băieți locul 9[4];
- 2005 Varazdin – Croația, două echipaje unul de fete și unul de băieți din municipiul Satu Mare[5];
- 2009 Ostrova – Cehia, Școala Generală nr. 7 Satu Mare și Palatul Copiilor Satu Mare)[6];
- 2011 Kocevje – Slovenia;
- 2013 Mulhouse – Franța, două echipaje elevi unul de băieți și unul fete Palatul Copiilor – Satu Mare[7];
- 2015  Opole – Polonia;
- 2017 Villach – Austria, Școala gimnazială „Ieremia Irimescu” Brusturi – echipaj băieți și  Clubul Copiilor Satu Mare – echipaj fete [8];
- 2019 Elveția - Martigny, Școala Gimnazială „Ieremia Irimescu” din comuna Brusturi, jud. Neamț și un echipaj din județul Satu Mare[9].
- 2021 Slovenia - Celje, concursuri amânate pentru anul 2022 din cauza pandemiei COVID-19[10];
- 2022 Slovenia - Celje, Școala Gimnazială loc. Girov, jud. Neamț - echipa de băieți si Liceul „Gheorghe Surdu” din localitatea Brezoi, jud. Vâlcea - echipa de fete[11];

## Galerie
Poze de la Concursuri Internaționale „Prietenii pompierilor”

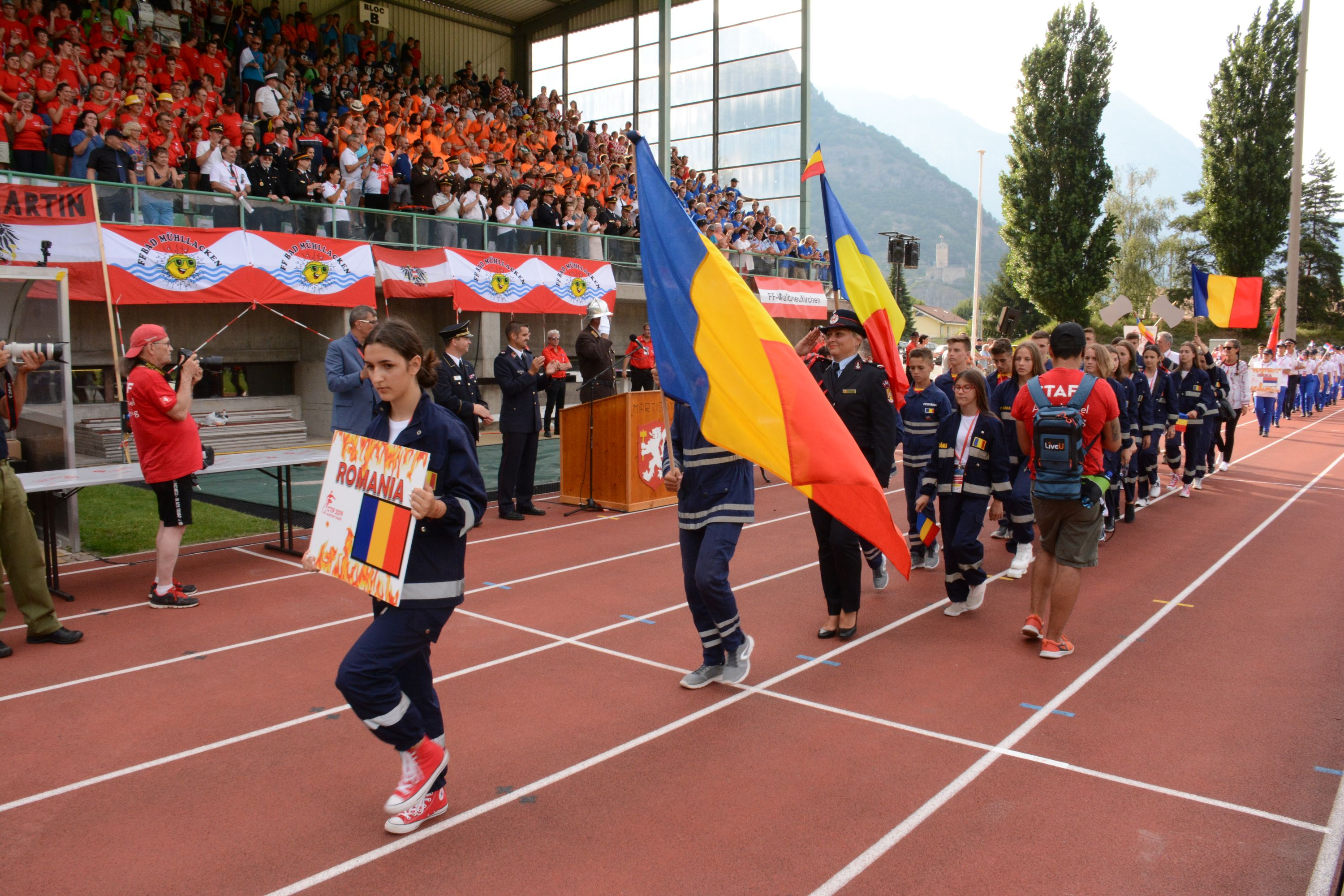
Ceremonia de decernare a premiilor, lotul României Martigny, Elveția, 2019
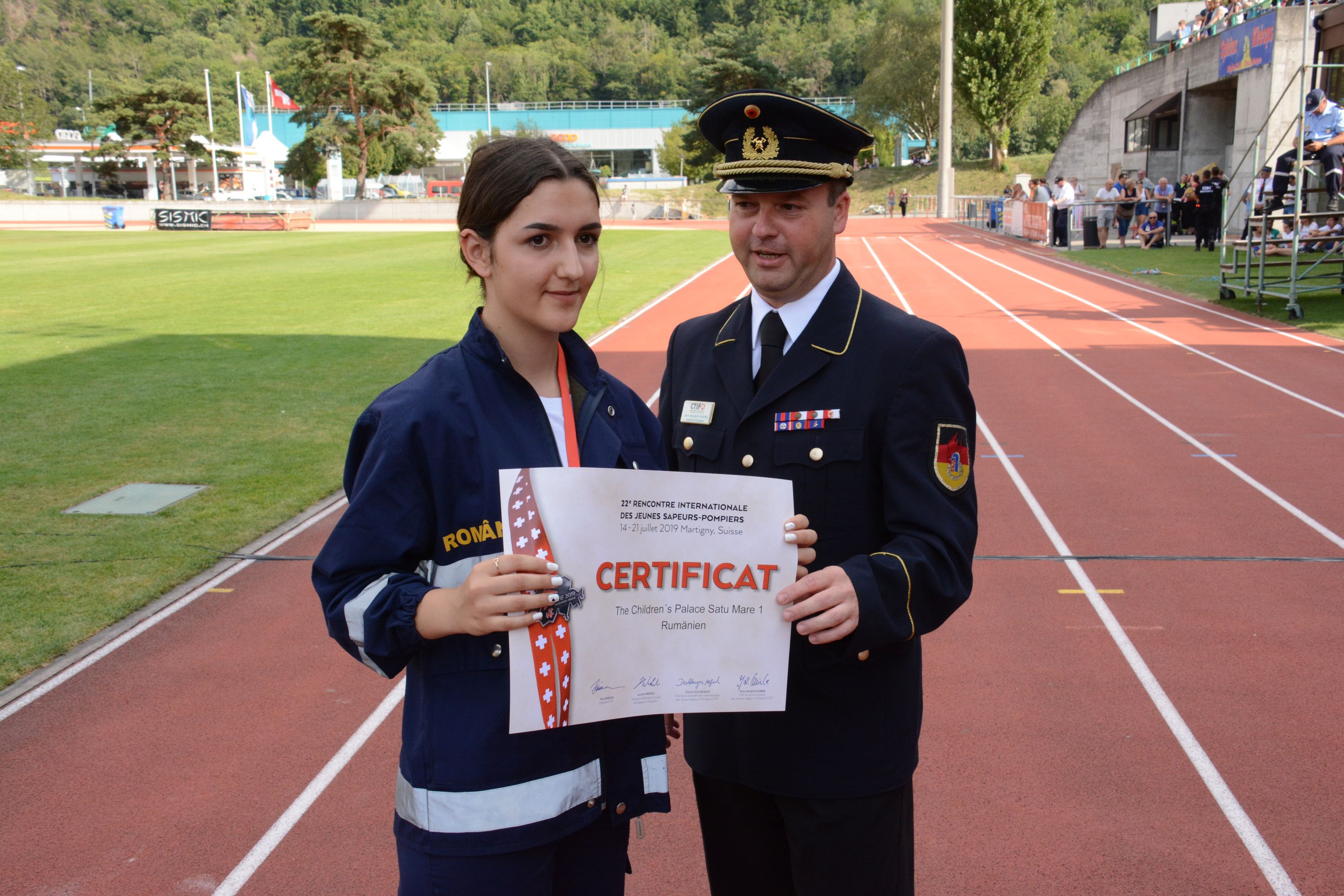
Premierea lotului României ”Prietenii pompierilor„ Martigny, Elveția, 2019
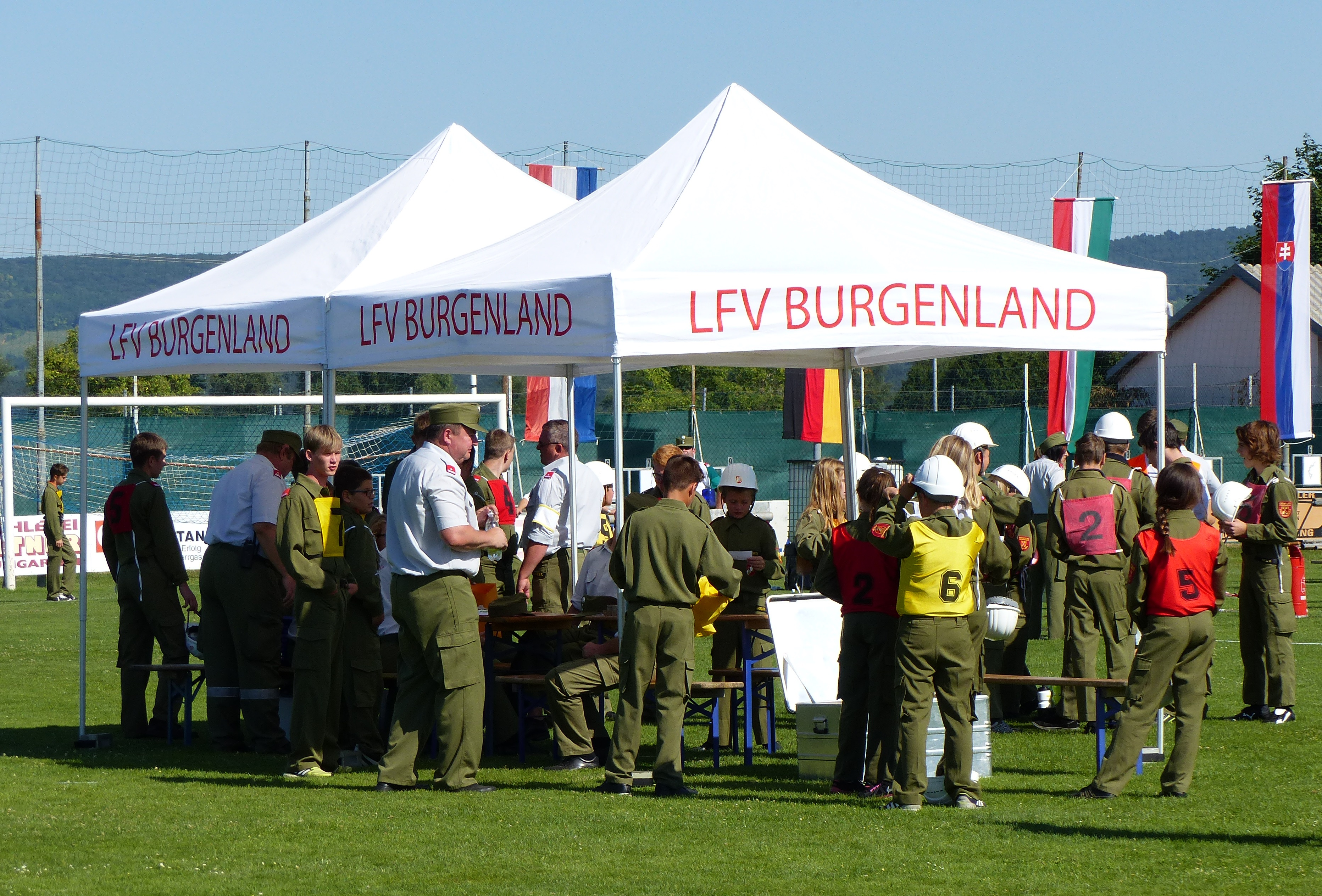
Oslip 2015 –  Comitetul de concurs pista cu obstacole Oslip, Germania
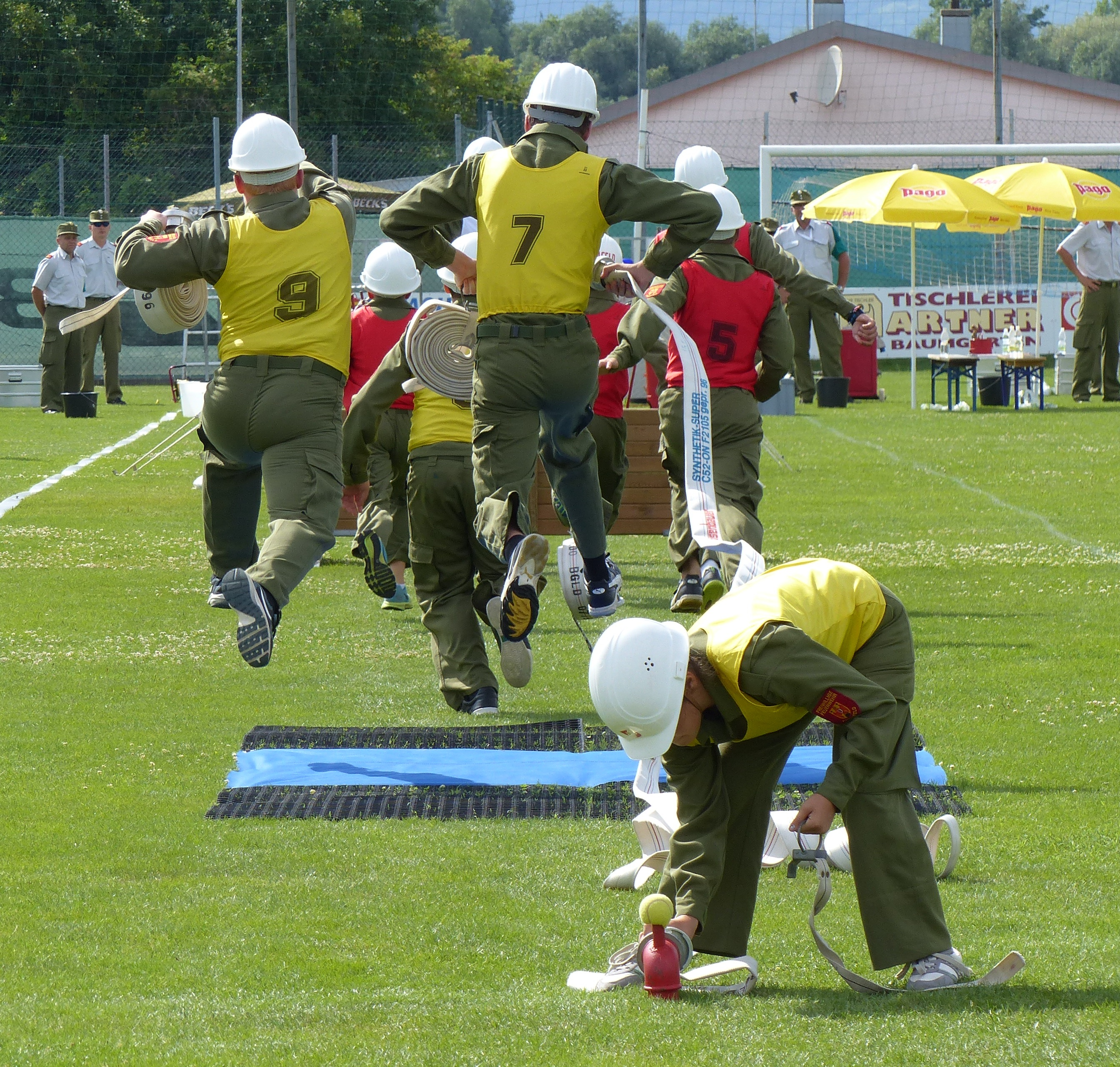
Oslip 2015 – FF pista cu obstacole Pinkafeld/Oberschützen
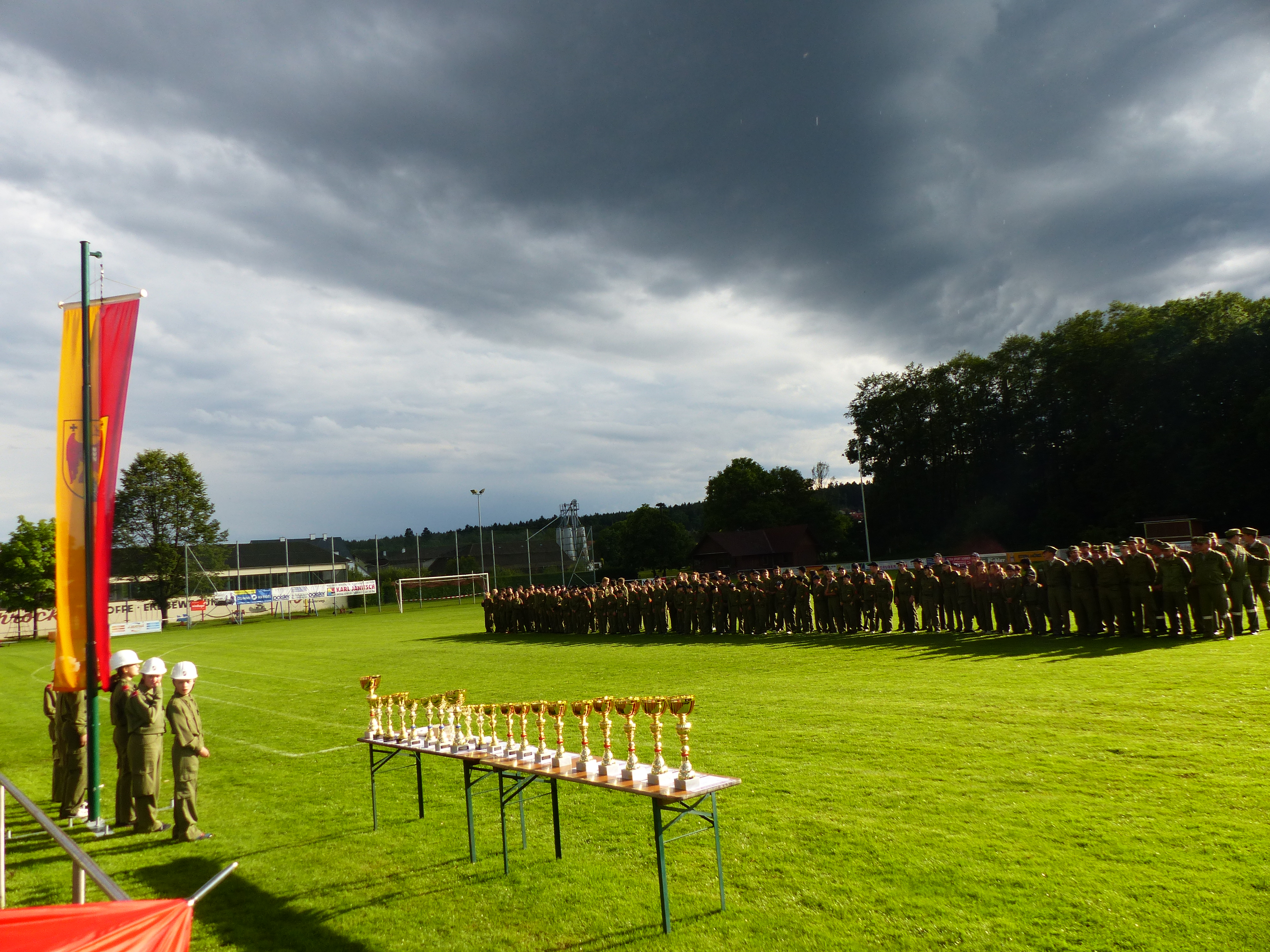
Competiția Districtul Bezirk Oberwart 2016 in Grafenschachen, Germania
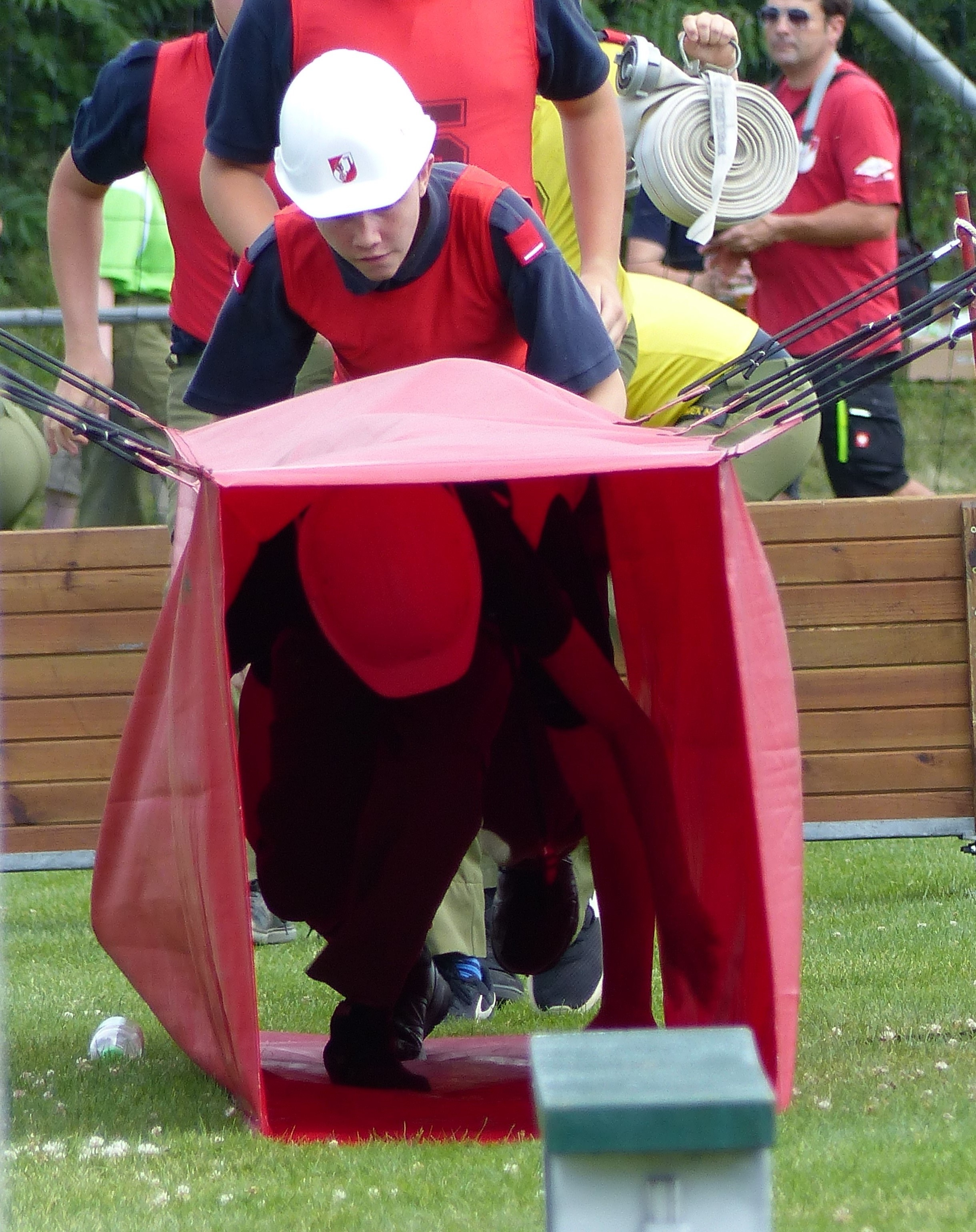
Concurs pista cu obstacole Großpetersdorf 2016, Germania
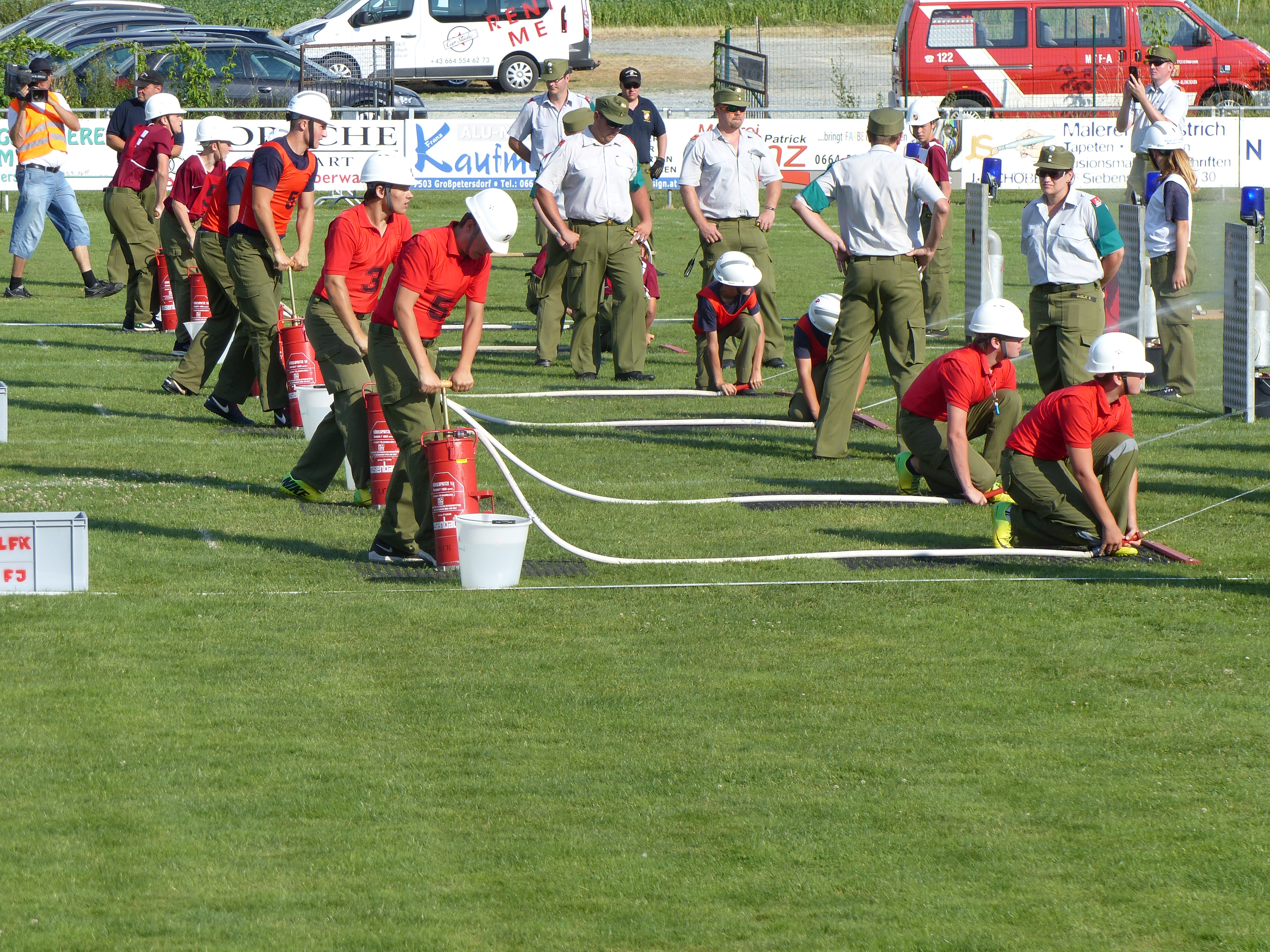
Concurs pista cu obstacole Großpetersdorf 2016 – Jugendcup

## Grupuri naționale în alte țări

### GermaniașiAustria

#### Corpul de pompieri pentru tineret
Unitatea de tineret de pompieri este în Departamentul de tineret dintr-un grup de pompieri voluntari. Brigada Germană de Pompieri pentru Tineret (pe scurt DJF) este organizația de tineret din Asociația Germană de Pompieri (DFV).
În Austria, ca și în Tirolul de Sud, „Tineretul pompierilor” sau „Prietenii pompierilor" este o parte permanentă și integrată a serviciului de pompieri din Austria. În 2020, Asociația Federală a Pompierilor din Austria a raportat pe site-ul său aproximativ 26.000 de membri ai detașamentului pentru tineri. Și în Tirolul de Sud, în detașamentul de pompieri pentru tineri sunt organizați în jur de 1.300 de tineri.
Serviciul de pompieri pentru tineret are ca scop pregătirea copiilor și tinerilor pentru serviciul de pompieri astfel încât, odată ce au îndeplinit cerințele legale și au vârsta și calificările corespunzătoare să poată fi în cadrul serviciului de pompieri voluntari. Pompierii de tineret sunt pentru elevi(băieți) cu vârsta cuprinsă între 10 și 18 ani iar în Austria pot și băieți și fete. Cu toate acestea în majoritatea statelor germane aceștia nu pot fi încadrați la stingerea incendiilor până când nu au o anumită vârsta de 16 sau 18 ani, când se pot alătura pompierilor obișnuiți. În plus, pompierii de tineret îndeplinesc sarcini importante în domeniul activității generale de tineret.
Departamentele germane de pompieri juniori au turnee de performanță numite Leistungsspange împotriva altor secțiuni de pompieri juniori din alte stații de pompieri din statul lor. Pompierii juniori din Germania și Austria fac parte din departamentele obișnuite de pompieri. Dar ei formează un grup distinct în cadrul departamentului lor.

### Franța
- Serviciul de pompieri francez oferă un program pentru tinerii pompieri;

### Marea Britanie
În Regatul Unit, este organizat prin YFA - Asociația Tinerilor Pompieri.

### SUA
- În Statele Unite este un program Cercetașii Americii oferit pentru învățare pentru viață pe categorii de vârstă în învățământ în cadrul programei de învățământ. Consiliul Național de Pompieri Voluntari oferă Programul Național de Pompieri Junior, care este un program național de  pregătire de stingere a incendiilor pentru tineri, inclusiv exploratori, cadeți și pompieri juniori.

## Prietenii pompierilor în Europa
Următoarele statistici arată numărul și procentul „Prietenii pompieri” activi în unele țări europene cheie.
| Țara     | Locuitori   | Număr total pompieri adulți | Raport ext. pompieri la locuitori | Voluntari ext. pompieri | Prietenii pompierilor | Raport dintre adulți și Prietenii pompierilor |
| -------- | ----------- | --------------------------- | --------------------------------- | ----------------------- | --------------------- | --------------------------------------------- |
| Germania | 82.218.000  | 1.042.600                   | 1,26 %                            | 994.042                 | 249.027               | 23,89 %                                       |
| Franța   | 66.628.000  | 255.050                     | 0,38 %                            | 198.800                 | 27.598                | 10,82 %                                       |
| Croația  | 4.087.000   | 61.663                      | 1,51 %                            | 54.219                  | 21.927                | 40,44 %                                       |
| Austria  | 8.859.000   | 258.433                     | 2,89 %                            | 255.865                 | 28.598                | 11,18 %                                       |
| Polonia  | 38.411.000  | 676.193                     | 1,76 %                            | 645.842                 | 8.440                 | 13,06 %                                       |
| România  | 20.121.000  | 127.291                     | 0,63 %                            | 100.835                 | 19.940                | 15,66 %                                       |
| Rusia    | 146.781.000 | 1.227.600                   | 0,84 %                            | 956.600                 | 262.354               | 21,37 %                                       |
| Slovenia | 2.095.000   | 168.404                     | 8,04 %                            | 167.454                 | 42.656                | 25,33 %                                       |
| Ungaria  | 9.772.000   | 30.878                      | 0,32 %                            | 19.965                  | 2.412                 | 7,81 %                                        |
| Belarus  | 9.408.000   | 15.936                      | 0,17 %                            | 6.660                   | 159.041               | -                                             |

Statistica 2019